# بساخور (قيلاب)
بساخور (بالفارسية: پس اخور) هي قرية تقع في قسم قيلاب الريفي، بمقاطعة أنديمشك التابعة لمحافظة خوزستان، إيران. يقدر عدد سكانها بـ 71 نسمة حسب الإحصاء السكاني الذي تمّ في عام 2006.